# Erythridula dolosa
Erythridula dolosa är en insektsart som först beskrevs av Beamer och Griffith 1935.  Erythridula dolosa ingår i släktet Erythridula och familjen dvärgstritar. Inga underarter finns listade i Catalogue of Life.